# Первез Мушараф
Первез Мушараф (на урду: پرويز مشرف;) е пакистански военачалник и политик. Той е президент на Пакистан от 2001 до 2008 г.
Мушараф е роден в Делхи, Индия в семейството на дипломат. През 1961 - 1964 г. учи в Пакистанската военна академия, след 1971 г. - в Командно-щабния колеж в Куета, в Националния колеж по отбрана в Равалпинди и в Кралския колеж по отбранителни изследвания във Великобритания.
Пред 1998 г. става началник на щаба на сухопътните войски на пакистанската армия. 
Той идва на власт през 1999 г. чрез безкръвен военен преврат, след което на 2 пъти суспендира конституцията и въвежда военно положение в страната. Първоначално става министър-председател, но на 20 юни 2001 г. се самообявява за президент на Ислямска република Пакистан, като запазва и постовете на премиер и на началник на сухопътните сили. През 2002 г. президентският му мандат е удължен с пет години. Подава оставка на 18 август 2008 г. и заминава да живее в Лондон.
На 17 декември 2019 г. Мушараф е осъден на смърт от специалния съд на Пакистан. Той е признат за виновен в държавна измяна за въвеждането на извънредното положение през 2007 г. и суспендирането на конституцията. Той е и първият военен лидер, който застава пред съда за суспендиране на конституцията.
Мушараф умира на 5 февруари 2023г. на 79 годишна възраст.